# Mistrovství světa v alpském lyžování 1993
32. Mistrovství světa v alpském lyžování proběhlo v termínu od 4. února do 14. února 1993 v japonské Morioce.

## Medailisté

### Muži
| Soutěž      | Zlato               | Stříbro             | Bronz                |
| Sjezd       | Urs Lehmann         | Atle Skårdal        | A. J. Kitt           |
| Slalom      | Kjetil André Aamodt | Marc Girardelli     | Thomas Stangassinger |
| Obří slalom | Kjetil André Aamodt | Rainer Salzgeber    | Johan Wallner        |
| Super G     | nejelo se           | nejelo se           | nejelo se            |
| Kombinace   | Lasse Kjus          | Kjetil André Aamodt | Marc Girardelli      |

### Ženy
| Soutěž      | Zlato              | Stříbro          | Bronz            |
| Sjezd       | Kate Pace          | Astrid Lødemel   | Anja Haas        |
| Slalom      | Karin Buder        | Julie Parisien   | Elfi Eder        |
| Obří slalom | Carole Merle       | Anita Wachterová | Martina Ertl     |
| Super G     | Katja Seizingerová | Sylvia Eder      | Astrid Lødemel   |
| Kombinace   | Miriam Vogt        | Picabo Streetová | Anita Wachterová |

## Přehled medailí
| Pořadí         | Stát                   | Zlato | Stříbro | Bronz | Celkově |
| 1              | Norsko                 | 3     | 3       | 1     | 7       |
| 2              | Německo                | 2     | -       | 1     | 3       |
| 3              | Rakousko               | 1     | 3       | 4     | 8       |
| 4              | Francie                | 1     | -       | -     | 1       |
| 5              | Kanada                 | 1     | -       | -     | 1       |
| 6              | Švýcarsko              | 1     | -       | -     | 1       |
| 7              | Spojené státy americké | -     | 2       | 1     | 3       |
| 8              | Lucembursko            | -     | 1       | 1     | 2       |
| 9              | Švédsko                | -     | -       | 1     | 1       |
| Medailové sady | Medailové sady         | 9     | 9       | 9     | 27      |